# Tate–Sjafarevitjgrupp
Inom aritmetisk geometri är Tate–Shafarevichgruppen  Ш(A/K), introducerad av Lang och  Tate (1958) och Shafarevich (1959), av en abelsk varietet A (eller mer allmänt ett gruppschema) definierad över en talkropp K en grupp som består av elementen av Weil–Châteletgruppen WC(A/K) = H1(GK, A) som blir triviala i alla kompletteringar av K (d.v.s. den p-adiska kroppen som uppstår ur K, samt även dess reella och komplexa kompletteringar). Med hjälp av Galoiskohomologi kan den skrivas som
{\displaystyle \bigcap _{v}\mathrm {ker} (H^{1}(G_{K},A)\rightarrow H^{1}(G_{K_{v}},A_{v})).}
Cassels introducerade beteckningen Ш(A/K), där Ш är den kyrilliska bokstaven "Ш", för Sjafarevitj, istället för den äldre beteckningen TS.

## Tate–Sjafarevitja förmodan
Tate–Sjafarevitjs förmodan säger att Tate–Sjafarevitjgruppen alltid är ändlig. Rubin (1987) bevisade detta för vissa elliptiska kurvor med rang högst 1 med komplex multiplikation. Kolyvagin (1988) generaliserade detta till modulära elliptiska kurvor över rationella talen med analytisk rang högst 1. (Taniyama-Shimuras sats, som bevisades något senare, bevisade att antagandet att den elliptiska kurvan i fråga alltid är modulär.)